# Fred Upton
Fred Stephen Upton (ur. 23 kwietnia 1953 w St. Joseph) – amerykański polityk, członek Partii Republikańskiej. Przedstawiciel stanu Michigan do Izby Reprezentantów Stanów Zjednoczonych z czwartego (1987–1993) i szóstego okręgu wyborczego (od 1993).
Absolwent dziennikarstwa na University of Michigan (1975). Jest wnukiem Fredericka S. Uptona, jednego z założycieli Whirlpool Corporation. Żonaty z Amey, z tego związku ma dwoje dzieci (Meg i Stephen). Jego bratanicą jest modelka Kate Upton.